# 黃嶽
黃嶽（?—?），字懷芳，號箭南，浙江紹興府餘姚縣（今余姚市）人，清朝官員。

## 生平
乾隆十九年（1754年）甲戌科三甲進士。官至湖南慈利縣知縣，任內興文教，政績卓著。